# Neche (tribu)
Els neche eren una tribu d'amerindis dels Estats Units de Texas oriental.

## Història
Els neche formaven part de la federació hasinai dins la Confederació Caddo. A finals del segle xvii i començament del xviii es van establir al llarg del riu Neches, en els actuals comtats de Houston i Cherokee. Les seves terres estaven directament al nord-oest de la tribu nacono.
En 1779 l'explorador francès Athanase de Mezières registrà haver vist nombrosos monticles a territori neche. Va escriure que els monticles havien estat creats pels indis locals, "amb la finalitat de construir en el seu cim un temple, que donava al poble proper, i en el qual adoraven als seus déus un monument més bé al seu gran nombre que a la indústria dels individus." Un monticle més gran i dos més petits segueixen en peu al comtat de Cherokee.
Frares franciscans espanyols fundaren la missió de San Francisco de los Neches i un "presidio" veí vora els neche en 1716. La missió fou abandonada temporalment en 1719 per la por als atacs dels francesos, però quan els espanyols retornaren el 1721 presentaren al cap neche amb un bastón o signe d'autoritat i els proporcionaren roba per a 188 homes, dones i nens neche men. En 1730 la missió fou clausurada.
Mentrestant, el neche va continuar amb la seva religió tradicional i van mantenir un important temple del foc i un temple menor en el seu territori.
En última instància, s'assimilaren a altres tribus hasinai en el segle xviii. En 1855 els neches foren traslladats a la força amb altres tribus hasinai a la reserva índia Brazos, situada al comtat de Young (Texas). En 1859 tots foren traslladats a Territori Indi. Actualment estan registrats com a membres de la tribu reconeguda federalment Nació Caddo d'Oklahoma.

## Toponímia
El riu Neches va rebre el nom per la tribu.

## Sinonímia
La tribu també és coneguda com els Neches, Nacha, Naesha, Nascha, Nesta, Nouista, Nacoche, Nechas, i Neitas.